# Port-Saint-Louis-du-Rhône
Port-Saint-Louis-du-Rhône – miejscowość i gmina we Francji, w regionie Prowansja-Alpy-Lazurowe Wybrzeże, w departamencie Delta Rodanu.
Według danych na rok 1990 gminę zamieszkiwały 8624 osoby, a gęstość zaludnienia wynosiła 118 osób/km² (wśród 963 gmin regionu Prowansja-Alpy-W. Lazurowe Port-Saint-Louis-du-Rhône plasuje się na 79. miejscu pod względem liczby ludności, natomiast pod względem powierzchni na miejscu 76.).